# Sniper: Ghost Warrior
Запрос «Снайпер: Воин-призрак» перенаправлятся сюда; о фильме с таким названием смотрите Снайпер: Воин-призрак (фильм)
Sniper: Ghost Warrior (в русской локализации — «Снайпер. Воин-призрак») — компьютерная игра в жанре тактического шутера с видом от первого лица, разработанная и изданная польской компанией City Interactive в 2010 году в версиях для Windows и Xbox 360.
В 2011 году также была выпущена версия игры для PlayStation 3, содержащая ряд исправлений и дополнений.
Протагонистом в игре является элитный американский снайпер, который находится в тылу врага и выполняет ряд заданий. Он должен помочь повстанцам в борьбе против военных, которые захватили власть в вымышленной стране, ликвидировав её прежнее правительство.

## Игровой процесс
Основным оружием игрока являются различные виды снайперских винтовок, орудия ближнего боя, взрывчатые вещества и т. д. В игре существует четыре вида снайперских винтовок: AS50, MSG90, SR-25 и СВД. По словам разработчиков, траектория полёта пули просчитывается с учётом поправки на ветер и гравитации.
Всего в игре 16 миссий. Миссии в игре нелинейные. Среди них встречаются миссии, в которых игрок играет за одного из штурмовиков отряда, или которые нужно будет пройти, не подняв тревогу, или уничтожить определённое число врагов, или помочь в бою другим солдатам и т. д.

## Сюжет
Бойцы элитного спецподразделения были посланы в вымышленную страну Исла Труэно, которая расположена на острове и демократическое правительство которой было свергнуто, а власть захвачена военными. На острове захватчики обнаружили огромные запасы урана и грозятся передать его в руки международных террористов. Правительство США отправляет в данный район несколько профессиональных солдат, которые должны выполнять различные миссии в тылу врага.

## Разработка игры
Официальный анонс Sniper: Ghost Warrior состоялся в марте 2010 года. Из особенностей предстоящей игры отмечались реалистичная баллистика, учитывающая силу ветра и гравитацию, нелинейный геймплей и разнообразие типов миссий.
4 апреля 2010 года был опубликован первый дебютный трейлер в игре, в котором показывалась игровая графика и элементы геймплея.
20 мая 2010 года разработчики игры объявили о «золотом» статусе проекта.
9 июня 2010 года был опубликован рекламный обучающий ролик, в котором был показан игровой процесс на нескольких режимах сложности, а также другие особенности игры. Вместе с этим были опубликованы несколько скриншотов из игры, на которых демонстрировались различные локации в игре
.
13 июня 2010 года на игровой выставке Electronic Entertainment Expo 2010 разработчиками игры был показан ролик игры, который состоял из нарезки фрагментов во время игры в многопользовательском режиме
.
24 июня 2010 года состоялся релиз игры.
В мае 2017 года опубликованы мобильные версии игры для Android и iOS.

## Приём
| Сводный рейтинг       | Сводный рейтинг                        |
| Агрегатор             | Оценка                                 |
| --------------------- | -------------------------------------- |
| GameRankings          | ПК: 55,82 % X360: 46,37 % PS3: 52,00 % |
| Metacritic            | 45/100                                 |
| Русскоязычные издания |                                        |
| Издание               | Оценка                                 |
| PlayGround.ru         | 4,8/10                                 |
| StopGame.ru           | Мусор                                  |
| «Игромания»           | 5,5/10                                 |

Игра получила преимущественно отрицательные отзывы от профильной прессы. На сайте-агрегаторе Metacritic средняя оценка игры составляет 45 из 100 на основе 39 обзоров для платформы PC. Из редких положительных сторон отмечалась местами приятная графика. Из отрицательных — очень скучный игровой процесс, общая линейность и заскриптованность происходящего, невыразительный сюжет (финальная миссия заканчивается просто надписью «The End» без всяких заставок), большое количество багов, а также неумелое копирование разработчиками идей из других игр, таких как Call of Duty 4: Modern Warfare.
Летом 2018 года, благодаря уязвимости в защите Steam Web API, стало известно, что точное количество пользователей сервиса Steam, которые играли в игру хотя бы один раз, составляет 934 745 человек.